# Jubb al-Jarrah
Jubb al-Jarrah (tiếng Ả Rập: جب الجراح, cũng đánh vần là Jeb al-Jarah) là một ngôi làng ở miền trung Syria, một phần hành chính của Tỉnh Homs. Các thị trấn gần đó bao gồm al-Mukharram ở phía tây, Salamiyah ở phía tây bắc và al-Qaryatayn ở phía nam. Theo Cục Thống kê Trung ương, Jubb al-Jarrah có dân số 2.255. Giống như những ngôi làng khác ở quận al-Mukharram, cư dân của Jubb al-Jarrah chủ yếu là người Alawite. Nhà sử học Matti Moosa tuyên bố rằng các nhân vật nổi tiếng của Alawite từ Đảng Ba'ath đã triệu tập bí mật tại Jubb al-Jarrah vào ngày 30 tháng 1 năm 1968 và đưa ra quyết định bãi bỏ giáo lý tôn giáo Hồi giáo và Kitô giáo trong các trường học Syria.